# Super Mario Run
『Super Mario Run』（スーパーマリオ ラン）は、任天堂よりスマートデバイス向けに配信されているアクションゲーム。キャッチコピーは「片手で遊ぶ、新しいマリオ」 。

## 概要
これまでのマリオシリーズと同様に横スクロール型のゲームでコインを集めたり敵を倒したりしながら制限時間内にゴールまで進む。ただし、Super Mario Runではゲーム性が少し変わっており、自動的に走り続けていくマリオをタップすることでジャンプ操作を行い、ゴールを目指すものとなっている。
また公式サイトで公開しているイメージ動画にあるように、海外で人気が高まっているパルクールまたはフリーランニングを取り入れた要素があり、マリオは小さい段差や敵を自動的に飛び越え、特定アクションに合わせてタップすることでさらなるアクションに派生するなど、これまでのシリーズにとらわれない変化が見られる。
システムこそ違えど、ステージのグラフィックやBGMは『New スーパーマリオブラザーズ U』をベースにしたものが多い。

## ゲーム内容

### ワールドツアー
1人用。マリオを操作して全6ワールド24コースをクリアするモード。やりこみ要素として、1コースに5個ある特別な色のコインが存在し、全ステージで集めることで隠しステージが出現する。特別な色のコインは初期はピンク色だが、すべて集めるたびに紫色や黒色のものが登場し、集める難易度も上がる。一定数特別な色のコインを集めると、スペシャル土管が登場し、ショップで購入することで全4コース遊ぶことが出来る。またコインを手に入れた枚数がそのままスコアとなり、それを友達と競ったりといろいろな楽しみ方ができる。
クリボー等の敵にぶつかったり、穴に落ちたりするなどでミスをした場合、2回まではコインを数枚落としシャボン玉に包まれて復活できるが3回目はゲームオーバーとなる。ただし、特定のハテナブロックからシャボン玉を発見した場合、復活できる回数が1回増える。
コースは草原、地下、お化け屋敷など全6ワールド24コースがある。
ワールド6-4をクリアするとステージ☆が登場し、ある条件をクリアすることで開放される9コースがある。

### キノピオラリー
ネット対戦モード。友達や世界中の人とコインの数などの総合スコアで競う。コースはランダムで毎回変わる。キノピオラリーはワールドクリアやミニゲームで貰えるラリーチケットが必要。対戦相手はレベルに応じて選ばれる。コースを増やすにはワールドツアーでワールドをクリアすると増える。もらえるキノピオはステージの種類ごとに決まっていて、あか、あお、むらさき、みどり、きいろの5種類のキノピオが存在する。

### リミックス10
2017年9月のアップデートで追加。とっても短いコースを10連続でチャレンジするモード。エリア30をクリアすると、デイジーがもらえる。「ボーナスゲーム」や「スーパーボーナスゲーム」で王国で建てられるものが手に入る。

### 王国作り
コインで交換できるアイテムで自分だけの王国を作る。アイテムは100種類以上。王国作りを進めるとボーナスゲームで遊べたりルイージ、ヨッシー、キノピコがプレイヤーキャラクターとして使えるようになる。

### フレンドラン
フレンドランはキノピオラリーの練習モードとなっておりフレンドと練習できる。練習モードのためコイン獲得数やキノピオの数の変動はない。また無制限に練習できるわけではなく1日の練習回数はワールドツアーのクリア状況によって変わり最大5回。

## キャラクター
マリオ
最初から使えるキャラクター。全てにおいて平均的・基本的な能力。キノコを取るとスーパーマリオになり一度敵に当たってもミスにならない。
ルイージ
王国作りで「ルイージの家」を建てると使用可能になる。ばた足ジャンプによりマリオよりもジャンプ力が高いが、他のキャラより足はやや遅い。マリオと同様キノコを取るとスーパールイージになれる。
ヨッシー
王国作りで「ヨッシーの家」を建てると使用可能になる。マリオよりジャンプ力が少し低いがふんばりジャンプが使え浮遊時間が長い。またトゲに上から当たってダメージを受けることがない。
2017年3月のアップデートで「赤・青・黄・紫」のヨッシーが追加。それぞれの「ヨッシーの家」を建設すると使用可能になる。キノピオラリーで同じ色のキノピオが集めやすくなる。
ピーチ姫
全24ステージをクリアすると使用可能になる。ふわふわジャンプが使え浮遊時間が長い。
キノピオ
マイニンテンドーとの連携で使用可能になる。足が速いが他のキャラよりジャンプ力は低い。
キノピコ
王国作りで「キノピコの家」を建てると使用可能になる。キノピオとは違って足の速さはマリオと同じだが、コインゲージが溜まりやすくキノピオラリーでハイスコアを狙いやすい。キノピオラリー終了後に相手チームのキノピオを数人引き寄せる効果も。
デイジー姫
2017年9月のアップデートで追加。新モード「リミックス10」をクリアすると使用可能になる。2段ジャンプができる。

## 配信
スマホアプリを出す場合にはiOS・Androidの両方を同時期に配信するのが通常であるが、Appleが任天堂と交渉をした結果、Appleの新製品イベントでアプリの発表となり先行配信となった。

### 課金方式
アプリ本体は無料でインストールでき、ワールドツアーの1 - 4まで無料でプレイできる。1,200円のアプリ内課金で全てを遊ぶことができる「売り切り型」を採用している。

#### 課金に対する任天堂の見解と研究
一般的なスマホやPCなどで「基本無料」と銘打ったゲームはアイテム課金が主流となっており、世界各国では「ガチャなし」かつ「アイテム課金」を多く採用しているのに対し、日本のスマホゲームにおいては多くのゲームが「ガチャへの課金あり」かつアイテム課金を採用している。
ガチャへ課金するシステムは1回数百円でガチャガチャを引くことができ、低確率（0.1%未満 - 高くて3%程度）でレアなカードやアイテムがもらえたりするが、現実で数万円つぎ込もうとレアアイテムがもらえる保証は絶対にないため、射幸心を煽って高額課金させているため儲けやすいのが、その分トラブルも多く社会問題になっている。
任天堂はゲームの種類により「売り切り型」と「基本無料型」を使い分けるとしておりSuper Mario Runでは一部無料（1 - 4まで）で1,200円で3つのプレイモードのすべてを好きなように遊ぶことができて追加課金などの発生もない、「売り切り型」を採用した。1,200円は一般的なソーシャルゲームのガチャ課金に例えると3 - 4回分程度となっている。
値段設定については、「スマホゲームアプリ市場においてはアプリの数が多く、売り切り型は値下げ競争の価格破壊をした結果、現在では売れにくいのが定説となっているので、任天堂も売り切り型は格安にすればその分売れる可能性があるのは分かっているが、一度値段を極端に下げてしまうとソフトの価値が元に戻らないため値段を下げるのには限度がある」と答えている。

#### スマホゲームに課金しない層からの批判
Super Mario Runは1,200円の売り切り型を採用している。普段、基本無料でアイテム課金制のゲームを遊んでいてお金をかけない課金しない層からは無料が当たり前な感覚になっているためか「何で無料ではないのか?」「搾取する気満々」など、「基本無料」で遊べないことへの批判が起きている。
一方で、基本無料でアイテム課金制のゲームでガチャ課金など課金をして楽しんでいる層からは値段や「売り切り型」の批判に対して「1200円払うだけで追加課金なく全て楽しめる」「基本無料でアイテム課金のほうがお金を搾取されるし、本来のゲームの売り方は売り切りが正しい」「むしろマリオゲームが無料で遊べるのがおかしい」など好意的な反応もある。

## 評価

### 記録
『Super Mario Run』が配信開始から4日間で全世界4,000万ダウンロードを突破。140の国と地域のApp Storeで無料ゲームランキングで1位を獲得し全世界100のApp Storeで収益を上げたゲームトップ10に入った。Apple社のワールドワイドマーケティング・シニアバイスプレジデントであるフィル・シラーによると今までのApp Storeの記録を打ち破り4日間で全世界4,000万ダウンロードは最速。

### 売上
2017年6月29日の任天堂第77期定時株主総会では、君島達己社長から、総ダウンロード数では1億5000万を超えたものの、そのうち購入数は10%にも満たず、ダウンロード数では『Super Mario Run』の10分の1以下に過ぎない『ファイアーエムブレム ヒーローズ』にも、売上では負けているとの説明がなされた。